# Gare de Wilwisheim
La gare de Wilwisheim est une gare ferroviaire française de la ligne de Noisy-le-Sec à Strasbourg-Ville, située sur le territoire de la commune de Wilwisheim, dans la collectivité européenne d'Alsace, en région Grand Est.
C'est une gare voyageurs de la Société nationale des chemins de fer français (SNCF), du réseau et TER Grand Est, desservie par des trains express régionaux.

## Situation ferroviaire
La gare de Wilwisheim est située au point kilométrique (PK) 469,674 de la ligne de Noisy-le-Sec à Strasbourg-Ville (dite ligne Paris - Strasbourg), entre les gares de Dettwiller et de Hochfelden.

## Histoire
Le quai de la voie 1 est démoli puis reconstruit entre le 24 octobre et le 16 décembre 2016. La gare n'est plus desservie durant la période des travaux. Des bus de substitution sont mis en place entre Wilwisheim et la gare de Dettwiller.
En 2022, la SNCF estime la fréquentation annuelle de cette gare à 49 664 voyageurs, contre 38 081 en 2021.

## Fréquentation
De 2015 à 2024, selon les estimations de la SNCF, la fréquentation annuelle de la gare s'élève aux nombres indiqués dans le tableau ci-dessous.
| Année     | 2015   | 2016   | 2017   | 2018   | 2019   | 2020   | 2021   | 2022   | 2023   | 2024   |
| --------- | ------ | ------ | ------ | ------ | ------ | ------ | ------ | ------ | ------ | ------ |
| Voyageurs | 34 845 | 32 877 | 33 171 | 39 001 | 39 515 | 30 311 | 38 081 | 49 664 | 52 980 | 55 475 |

## Service des voyageurs

### Accueil
La gare ne dispose pas de guichet ouvert à la clientèle ni de distributeur automatique de titre de transport. Son bâtiment voyageurs est fermé au public, il est loué par la SNCF à un particulier en tant qu'habitation.
La traversée des voies s'effectue par un passage à niveau.
Un parking est aménagé à proximité de la gare.

### Desserte
Wilwisheim est desservie par des trains express régionaux de la ligne Strasbourg-Ville – Saverne – Sarrebourg.